# Колумбия Лайонс (баскетбол)
Колумбия Лайонс (англ. Columbia Lions) — баскетбольная команда, представляющая Колумбийский университет в первом баскетбольном мужском дивизионе NCAA. Выступает в Лиге Плюща. Располагается в Нью-Йорке (штат Нью-Йорк). Домашние матчи проводит в «Лэвьен-джимнезиуме». В настоящее время главным тренером «Лайонс» является Джим Энглис.
Мужская баскетбольная команда в Колумбийском университете была основана в 1901 году. Согласно Premo-Porretta Power Poll, «Лайонс» ретроспективно были названы чемпионам 1904 и 1905 годов, а согласно Helms Athletic Foundation — 1904, 1905 и 1910 годов.

## Результаты в постсезонных турнирах

### Выступления в турнире NCAA
«Лайонс» трижды участвовали в турнире NCAA, где одержали 2 победы и потерпели 4 поражения.
| Год  | Раунд                                                    | Соперник                            | Результат/Счёт          |
| ---- | -------------------------------------------------------- | ----------------------------------- | ----------------------- |
| 1948 | Региональный полуфинал Игра за третье место              | Кентукки Мичиган                    | П 53:76 П 49:66         |
| 1951 | Первый раунд                                             | Иллинойс                            | П 71:79                 |
| 1968 | Первый раунд Региональный полуфинал Игра за третье место | Ла Салль Дэвидсон Святой Бонавентур | В 83:69 П 59:61 В 95:75 |

### Выступления в CIT
«Лайонс» дважды участвовали в CollegeInsider.com Postseason Tournament (CIT), в котором одержали 6 побед и потерпели 1 поражение, а в 2016 году стали победителями турнира.
| Год  | Раунд                                      | Соперник                       | Результат/Счёт                  |
| ---- | ------------------------------------------ | ------------------------------ | ------------------------------- |
| 2014 | Первый раунд Второй раунд Четвертьфинал    | Валпарайзо Истерн Мичиган Йель | В 58-:56 В 69:56 П 69:72        |
| 2016 | Первый раунд Четвертьфинал Полуфинал Финал | Йель Болл Стэйт NJIT УК Ирвайн | В 86:54 В 69:67 В 80:65 В 73:67 |

## Достижения
- Чемпион Premo-Porretta: 1904, 1905
- Чемпион Helms: 1904, 1905, 1910
- 1/8 NCAA: 1968
- Участие в NCAA: 1948, 1951, 1968
- Победители регулярного чемпионата конференции: 1968